# Hyoga Ota
Hyoga Ota (en japonés: 太田彪雅, Ota Hyoga; 9 de diciembre de 1997) es un deportista japonés que compite en judo. Ganó una medalla de oro en el Campeonato Asiático de Judo de 2024, en la categoría de +100 kg.

## Palmarés internacional
| Campeonato Asiático | Campeonato Asiático | Campeonato Asiático | Campeonato Asiático |
| Año                 | Lugar               | Medalla             | Categoría           |
| ------------------- | ------------------- | ------------------- | ------------------- |
| 2024                | Hong Kong (China)   | Medalla de oro      | +100 kg             |